# 煉乳

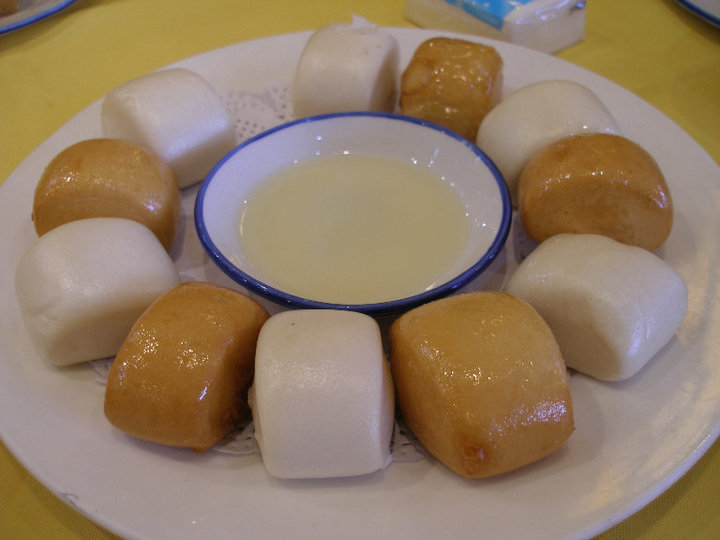
淋了煉奶的金銀饅頭

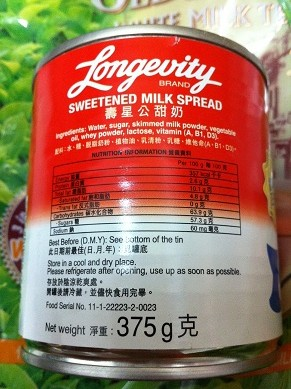
壽星公牌煉奶

煉乳或煉奶（英語：Condensed milk）是和入砂糖或糖漿的濃縮牛奶。經真空、均質、殺菌、濃縮等工序後，煉奶的水份大約只有鮮牛奶的四分之一，且因為加了糖，甜度比鮮奶高得多。

## 歷史
依照馬可·孛羅的文學作品紀錄，塔塔爾族能把牛奶濃縮成作為便於携帶的煉奶，需要的時候再重新和水混合 (Ten pounds of milk paste was carried by each man who would mix the product with water)。但是馬可·孛羅可能只是指出軟塔塔爾族凝乳能稀釋在一種飲品（Airan）中，從而發酵成煉奶，而不是使用新鮮牛奶濃縮成煉奶。
现代意義上的煉奶由美國人食品工業家葛爾·波顿（Gail Borden, Jr）1856年發明。波顿在1853年乘船去英國時，見到有婦人為她夭折的子女進行海葬，经过询问得知孩子是喝了变质的牛奶而死的，於是波顿就立志發明一種能永久保存牛奶的技術。他最後發現震教徒能把果汁在常溫狀態下把水分蒸發的真空蒸發技術，然後他就把這原理運用在牛奶上，成功把牛奶凝成濃縮的黏稠液體，而不會使牛奶燒焦或凝固，并在其中加入糖分延缓变质。1858年，波顿在美国建起了世界上第一座炼奶工厂，生產的煉奶罐头在美国南北战争（1861－1865年）中开始供应军队 ，证明了其实用性。
1857年，法國的著名生物和化學家L·巴斯德首次发现食物腐败是由于微生物繁殖所致，巴斯德于1865年和1873年先后发明了葡萄酒和啤酒加温灭菌法。美国人迈恩伯格受此启发，于1884年发明了新的牛奶浓缩方法，并在炼乳装罐后再加高温进行灭菌处理，生产出了可长期保存的无糖炼奶（淡奶）。
現今生產的煉奶都先將牛奶經過高溫殺菌消毒，然後抽走脂肪為避免牛奶氧化進行酸敗，接著在蒸發水份的過程前加入大量的蔗糖（無糖煉奶不添加），增加煉奶的滲透壓以防止任何微生物滋生，延長煉奶的保質期。

## 營養成分
煉奶中含有大量的糖分，碳水化合物比鮮奶和奶粉多，其它成分如蛋白質、脂肪、礦物質、維他命A等，皆比鮮奶和奶粉少，其原因是煉奶並不是鮮奶的濃縮品而是加工品。因此除無糖或少糖的淡煉奶外，普通煉奶事實上並不適合作為長期喂食婴幼兒的食品。

## 使用
現代煉奶已不再作为婴幼儿食品使用，而常被用於製作甜品，有些飲料也會用到煉奶沖調，例如香港的茶餐廳的特色飲料茶走。草莓等水果常會淋上煉乳食用，以增加口感。
有時煉奶也就被加於冰品中，如刨冰店家常為雪花冰或是選滿材料的傳統刨冰上淋上煉乳增加香氣。煉乳品牌眾多，其中瑞士雀巢推出的鷹牌（香港稱為鷹嘜）及由香港人蔡念因創立，現為荷蘭菲仕蘭康柏尼推出的壽星公煉奶，為知名度較高的品牌；台灣除了鷹牌煉奶還有飛燕煉乳、烏鶖牌煉乳等知名品牌。

## 引用
1. ↑  . www.silverson.com.   [2022-04-30]. （原始内容存档于2022-03-23）.